# Irak'li Kobalia
Irak'li Kobalia (in georgiano ირაკლი ქობალია?; 13 marzo 1992) è un ex calciatore georgiano, di ruolo attaccante.

## Carriera

### Club
Kobalia ha iniziato la sua carriera nel Baia Zugdidi, prima di trasferirsi in prestito al Met'alurgi Rustavi nel 2011. Ha partecipato alla fase di qualificazione della UEFA Europa League 2011-2012. In questa occasione ha messo a segno al minuto 48 del secondo tempo la rete decisiva nella sfida contro la società armena del Banants; nell'arco di questa stagione gioca complessivamente 5 partite nei turni preliminari di Europa League.
Dopo l'eliminazione del Met'alurgi Rustavi dall'Europa League è tornato al Zugdidi.
Conta 64 presenze nella prima divisione georgiana e 18 presenze nella seconda divisione georgiana.

### Nazionale
Nel 2012 ha giocato un'amichevole con la nazionale maggiore.